# Буковац Перјасички
Буковац Перјасички је насељено мјесто града Слуња, на Кордуну, Карловачка жупанија, Република Хрватска.

## Географија
Буковац Перјасички се налази око 21 км сјеверно од Слуња.

## Историја
Буковац Перјасички се од распада Југославије до августа 1995. године налазио у Републици Српској Крајини.

## Становништво
Према попису становништва из 2011. године, насеље Буковац Перјасички је имало 3 становника.
| Националност       | 1991. | 1981. | 1971. | 1961. |
| Срби               | 26    | 51    | 82    | 90    |
| Југословени        |       | 1     |       |       |
| остали и непознато |       |       |       | 2     |
| Укупно             | 26    | 52    | 82    | 92    |

| Демографија | Демографија | Демографија |
| Година      | Становника  | Становника  |
| ----------- | ----------- | ----------- |
| 1961.       | 92          |             |
| 1971.       | 82          |             |
| 1981.       | 52          |             |
| 1991.       | 26          |             |
| 2001.       | 10          |             |
| 2011.       |             | 3           |